# Pivnivka, Milove
Pivnivka (în ucraineană Півнівка) este un sat în comuna Zorîkivka din raionul Milove, regiunea Luhansk, Ucraina.

## Demografie
Componența lingvistică a localității Pivnivka
     Ucraineană (91,78%)
     Rusă (7,04%)
Conform recensământului din 2001, majoritatea populației localității Pivnivka era vorbitoare de ucraineană (91,78%), existând în minoritate și vorbitori de rusă (7,04%).